# الحاجب (أرحب)

تعديل مصدري - تعديل

الحاجب هي إحدى قرى عزلة بني مرة بمديرية أرحب التابعة لمحافظة صنعاء، بلغ تعداد سكانها 169 نسمة حسب تعداد اليمن لعام 2004.